# 이동춘공혜척 기념비외1기
이동춘공혜척 기념비외1기는 대한민국 전라남도 구례군 용방면 용정리에 있다. 2010년 6월 22일 구례군의 향토문화유산 제28호로 지정되었다.

## 개요
리동춘(1910～1938)은 본관이 전주이며, 세종대왕 넷째 왕자이신 임영대군 정간공의 후손이고, 금재 리근호의 장남이다. 서(書), 화(畵)를 좋아하여 성당 김돈희의 문하에서 사사하여 청동이라는 호를 받았으며, 사업을 해서 재산을 많이 모았다. 용방면에 소학교가 없어 유지들과 학교건립을 결의하여 기성회장을 맡아 추진하던 중 신병으로 운명하면서 부인에게 유언을 하여 부인 오씨가 학교설립기금 5천원(답 50여두락)을 기부하여 1940년에 준공하게 되어 공립용방초등학교를 설립하게 되었다.